# Edney Gouvêa Mattoso
Edney Gouvêa Mattoso (Río de Janeiro, 2 de febrero de 1957) es un obispo católico brasileño. Fue ordenado sacerdote a la edad de 30 años, el 29 de agosto de 1987 sirviendo desde entonces en la Arquidiócesis de San Sebastián de Río de Janeiro. El 12 de enero de 2005, el papa Juan Pablo II le nombró obispo auxiliar de esta arquidiócesis concediéndole la sede titular de Tunnuna siendo ordenado en marzo del mismo año. En enero de 2010 el papa Benedicto XVI le nombró obispo de la diócesis de Nova Friburgo convirtiéndose en el cuarto pastor de esta diócesis.